# اختبار البويضة دون الهامستر
اختبار البويضة بدون الهامستر، أو اختبار الهامستر هو طريقة لتشخيص العقم عند الذكور بسبب عدم قدرة الحيوانات المنوية على اختراق البويضات. هذا الاختبار له قيمة محدودة لمعظم الأشخاص الذين يعانون من العقم.

## إجراء
في هذا الاختبار، يتم تحضين الحيوانات المنوية مع العديد من بيض الهامستر، بعد سبع إلى عشرين ساعة، يتم قياس عدد تغلغل الحيوانات المنوية لكل بويضة. بيض الهامستر كان به غشاء خارجي، الغشاء الخارجي، وبالتالي خالي من المناطق.
يعتبر اختراق جميع البويضات عن طريق الحيوانات المنوية المتعددة علامة إيجابية للخصوبة. تشير النتائج إلى أن الرجال الذين يخفقون في الحيوانات المنوية في اختبار الهامستر هم الثلث مثل الخصوبة من أولئك الذين اجتازوا الحيوانات المنوية.
تعتبر تقنيات حقن الحيوانات المنوية المتبرعة وحقن الحيوانات المنوية داخل الخلايا أقوى بكثير لأولئك الذين فشلوا في هذا الاختبار.
خلافا لبعض التأكيدات من قبل المتخصصين الطبيين، إذا اخترقت الحيوانات المنوية البويضة الهامسترية، يتم بالفعل تكوين جنين هجين. ويعرف عن الهامستر الهجين الناتج بالهامستر. عادة ما يتم تدمير هذه الأجنة قبل أن تنقسم إلى خليتين ولا يُعرف أنها قد زرعت في الهامستر أو الرحم البشري لتتطور.
يقيِّم هذا الاختبار تفاعل الأكروسوم للحيوانات المنوية البشرية. ومع ذلك، فإن حدوث رد فعل الأكروسوم في الحيوانات المنوية التي تسبح بحرية لا يعكس بدقة قدرة التخصيب للحيوان المنوي.

## تصريح قانوني
هذه الممارسة أصبحت مرخصة في المملكة المتحدة بموجب قانون الإخصاب وعلم الأجنة لعام 1990.

## دلالة
هذا الاختبار له قيمة تنبؤية ضعيفة لنجاح الإخصاب في علاج التلقيح الصناعي عند أي تركيز للتلقيح. لم يتم العثور على ارتباط قوي بين معدلات اختراق بيض الهامستر ومعلمات السائل المنوي المختلفة ودور اختبار اختراق بيض الهامستر في التحقيق في أسباب العقم يجب تقييمه بشكل أكبر. ومع ذلك، فإن النتيجة السلبية في اختبار الهامستر ترتبط بانخفاض احتمال أن يصبح شريك الرجل حاملاً.